# Andrzej Krauss
Andrzej Marian Krauss – polski inżynier, dr hab. nauk leśnych, profesor nadzwyczajny i kierownik Katedry Obrabiarek i Podstaw Konstrukcji Maszyn Wydziału Technologii Drewna Uniwersytetu Przyrodniczego w Poznaniu.

## Życiorys
Obronił pracę doktorską, 14 maja 2010 habilitował się na podstawie pracy zatytułowanej Ultrastrukturalne uwarunkowania wybranych właściwości mechanicznych drewna sosny i świerku. Otrzymał nominację profesorską. Objął funkcję profesora nadzwyczajnego i kierownika Katedry Obrabiarek i Podstaw Konstrukcji Maszyn Wydziału Technologii Drewna Uniwersytetu Przyrodniczego w Poznaniu.
Piastuje stanowisko prodziekana na Wydziale Technologii Drewna Uniwersytetu Przyrodniczego w Poznaniu, oraz członka Komitetu Nauk Leśnych i Technologii Drewna na II Wydziale Nauk Biologicznych i Rolniczych Polskiej Akademii Nauk.